# Lehtmetsa (Anija)
Lehtmetsa – wieś w Estonii, w prowincji Harju, w gminie Anija. Zamieszkana przez 697 osób (stan na 31.12.2013).